# Tomáš Šimkovič
Tomáš Šimkovič resp. Tomas Šimkovič (* 16. dubna 1987, Bratislava, Československo) je rakouský fotbalový záložník a mládežnický reprezentant slovenského původu, v současnosti působí v kazašském klubu Tobol Kostanaj.
S manželkou má syna Kristiana. Jeho otcem je bývalý československý fotbalista Boris Šimkovič.

## Klubová kariéra

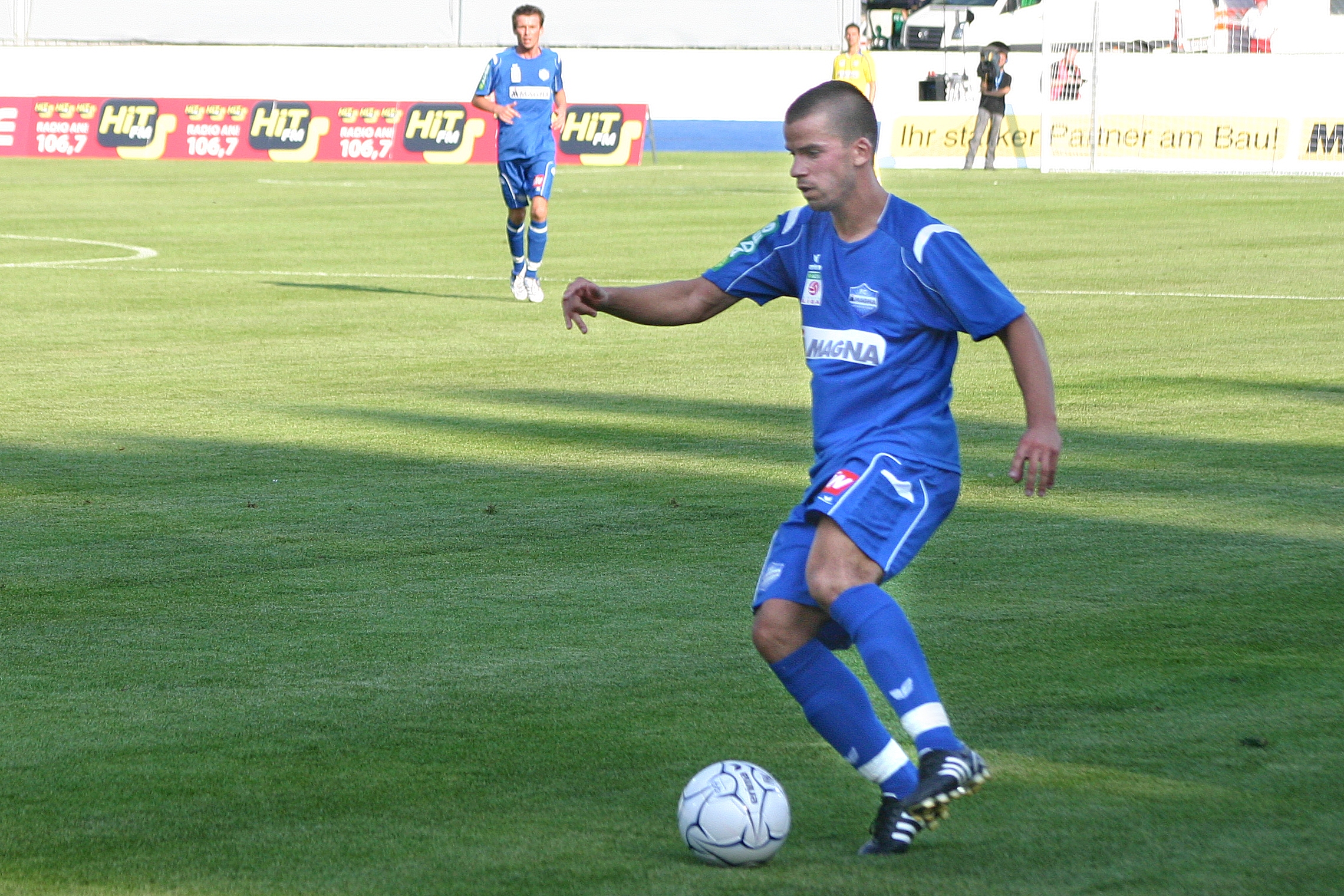
Tomáš Šimkovič v dresu rakouského Wiener Neustadt (2008)

Jeho rodiče pocházejí ze Slovenska, on sám se narodil v Bratislavě. Když přijel ve věku 6 let s rodinou do rakouského městečka Tulln an der Donau, začal hrát fotbal za místní kluby USC Kirchberg/Wagram, SV Donau a USV Großriedenthal. Poté strávil určitou dobu v klubu SK Rapid Wien a následně v akademii Franka Stronacha v Hollabrunnu (FSA Hollabrunn - Frank Stronach Akademie Hollabrunn), která náleží klubu FK Austria Wien.
Roku 2005 přešel do rezervy Austrie Vídeň (Austria Wien Amateure), kde hrál až do roku 2008. Od ledna 2008 působil v klubu SC Schwanenstadt, který se v květnu 2008 přestěhoval do Dolního Rakouska a změnil název na SC Wiener Neustadt. Hráč se stěhoval společně s klubem.
Od ledna 2012 hrál za rakouský top-klub FK Austria Wien, se kterým v sezóně 2012/13 získal ligový titul.
V lednu 2014 mu trenér Austrie oznámil, že s ním dále nepočítá. Šimkovič tak přijal zavděk nabídkou kazašského klubu Tobol Kostanaj.

## Reprezentační kariéra
Tomáš Šimkovič je bývalým mládežnickým reprezentantem Slovenska, hrál ve výběru do 16 let pod vedením trenéra Ivana Hucka. Poté na něj Rakušané tlačili, aby si vyřídil rakouské občanství a slíbili mu, že bude moci hrát na Mistrovství Evropy ve fotbale hráčů do 17 let, což nevyšlo, neboť se nestihly vyřídit veškeré formality.
Šimkovič nastoupil až v rakouském týmu U19, se kterým skončil na Mistrovství Evropy ve fotbale hráčů do 19 let 2006 v Polsku v semifinále (porážka 0:5 s pozdějším vítězem Španělskem). Díky tomuto výsledku se rakouský mládežnický tým kvalifikoval na Mistrovství světa hráčů do 20 let 2007 v Kanadě, kde Šimkovič rovněž nastoupil. I tento turnaj byl pro Rakušany úspěšný, z 24 účastníků obsadili konečné 4. místo. V základní sestavě nastoupil pouze v semifinále proti České republice (porážka 0:2), jinak patřil mezi náhradníky.
Vyjádřil přání nastoupit v A-mužstvu Slovenska.